# Ide Schelling
Ide Schelling (Den Haag, 6 februari 1998) is een Nederlands wielrenner die sinds 2024 uitkomt voor Astana Qazaqstan.

## Carrière
Als eerstejaars junior nam Schelling deel aan onder meer de Sint-Martinusprijs Kontich. In de openingsploegentijdrit werden hij en zijn teamgenoten enkel verslagen door een Deense wielerclub. In het eindklassement stond Schelling op de achtste plek. In de Ronde des Vallées wist Schelling tweede en vierde te worden in respectievelijk de eerste en tweede etappe. Na zijn zestigste plek in de derde en laatste etappe eindigde hij op plek drie in het eindklassement, op 47 seconden van winnaar Keagan Girdlestone. Het jongerenklassement schreef hij, met een voorsprong van zestien seconden op Nils Eekhoff, wel op zijn naam.
In juli 2016 won Schelling het bergklassement van de Ronde van Opper-Oostenrijk voor junioren, met een voorsprong van negen punten op de Zwitser Mauro Schmid. In het eindklassement moest hij zes seconden toegeven op Jaka Primožič, waarmee hij op de tweede plaats eindigde. Twaalf dagen later won Schelling ook het bergklassement van de Ronde van Nedersaksen voor junioren, ditmaal met acht punten meer dan de Noor Håkon Aalrust. Bij zijn tweede deelname aan de Ronde des Vallées wist hij de eerste etappe te winnen, waarna hij in de tweede etappe, een individuele tijdrit, tweede werd. In het eindklassement wist hij Eekhoff twaalf seconden voor te blijven en zo de wedstrijd te winnen. In september won Schelling de eerste etappe van de GP Rüebliland. De leiderstrui verloor hij twee dagen later, na de individuele tijdrit, aan de Zwitser Reto Müller. Op het wereldkampioenschap wist hij, op zeven seconden van winnaar Jakob Egholm, zevende te worden in de wegwedstrijd.
In 2017 maakte Schelling de stap naar de beloften en ging hij rijden voor SEG Racing Academy. In juni van dat jaar won hij, met een voorsprong van drie punten op Michal Schlegel, het bergklassement van de Grote Prijs Priessnitz spa. Later die maand werd hij elfde in het nationale kampioenschap tijdrijden voor beloften, dat werd gewonnen door zijn ploeggenoot Julius van den Berg.

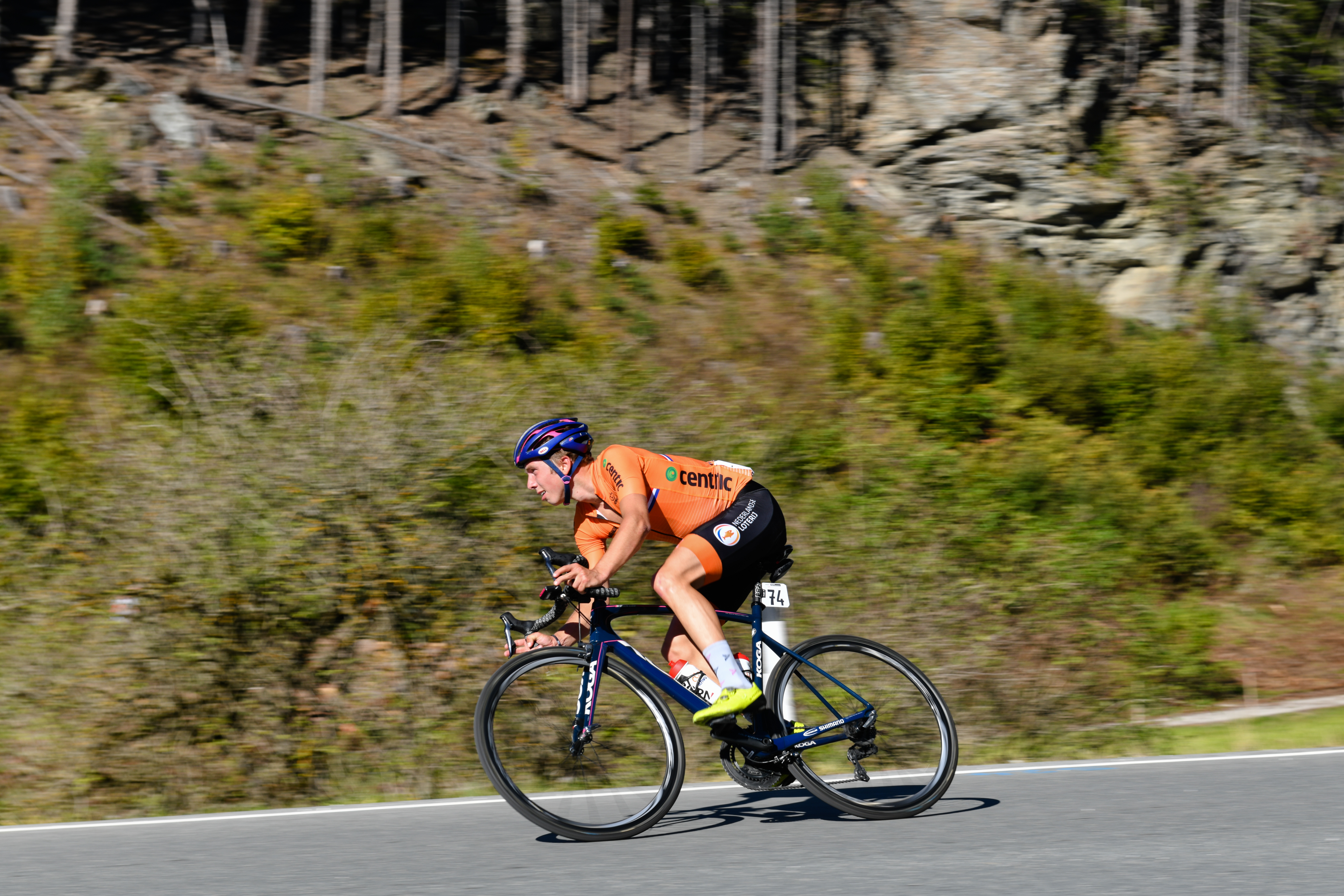
Ide Schelling tijdens het WK voor beloften 2018 in Innsbruck.

Na indruk te maken bij meerdere wedstrijden onder het SEG Racing Team tekende hij een contract bij het befaamde World Tour team BORA-Hansgrohe.
Hij startte hier op 1 januari 2020 door een maand door te brengen in Australië, waar hij de 30e plek van de vijfde etappe van de Tour Down Under bemachtigde. Hij reed vervolgens een sterk voorjaar en was kopman namens Bora in de Brabantse Pijl waar hij vierde werd. In juni 2021 bevestigde hij zijn talent door na een goed voorjaar te winnen in de GP Kanton Aargau.
Op 26 juni 2021 veroverde hij de bolletjestrui in de eerste etappe van de Tour de France. Nadat hij hem de volgende etappe en dag kwijtraakte aan Mathieu van der Poel, heroverde hij de trui weer in de derde etappe en bleef tot de zesde etappe leider in het bergklassement.
Op 10 augustus 2023 werd bekend dat hij vanaf 2024 voor Astana Qazaqstan zal rijden. Hij tekende daar een contract voor 2024 en 2025.

## Overwinningen
2015
Jongerenklassement Ronde des Vallées
2016
Bergklassement Ronde van Opper-Oostenrijk, Junioren
Bergklassement Ronde van Nedersaksen, Junioren
1e etappe Ronde des Vallées
Eindklassement Ronde des Vallées
1e etappe GP Rüebliland
2017
Bergklassement Grote Prijs Priessnitz spa
2019
1e etappe Ronde van de Aostavallei
2021
GP Kanton Aargau
2023
2e etappe Ronde van het Baskenland
3e etappe Ronde van Slovenië
Puntenklassement Ronde van Slovenië

## Resultaten in voornaamste wedstrijden
| Jaar | Ronde van Italië | Ronde van Frankrijk | Ronde van Spanje |
| ---- | ---------------- | ------------------- | ---------------- |
| 2020 |                  |                     | 69e              |
| 2021 |                  | 119e                |                  |
| 2022 |                  |                     |                  |
| 2023 |                  |                     |                  |
| 2024 |                  |                     | 134e             |
| 2025 |                  |                     |                  |

| Jaar | Milaan-San Remo | Parijs-Roubaix | Amstel Gold Race | Luik-Bast.‑Luik | Ronde van Lombardije | Brabantse Pijl | Waalse Pijl | Strade Bianche |  | Wereldranglijsten |
| ---- | --------------- | -------------- | ---------------- | --------------- | -------------------- | -------------- | ----------- | -------------- |  | ----------------- |
| 2020 |                 |                |                  | 52e             | 86e                  | 13e            |             |                |  | 861e (UWR)        |
| 2021 |                 |                | 56e              | 55e             | opgave               | 4e             | 85e         |                |  |                   |
| 2022 | opgave          | opgave         | opgave           | opgave          |                      | opgave         | 136e        | 83e            |  |                   |
| 2023 |                 |                | 53e              | opgave          |                      |                | opgave      | 108e           |  |                   |
| 2024 |                 |                |                  |                 |                      |                |             |                |  |                   |
| 2025 |                 |                | opgave           | opgave          |                      |                | opgave      | opgave         |  |                   |

### Resultaten in kleinere rondes
| Jaar | Ronde van Catalonië | Ronde van het Baskenland | Critérium du Dauphiné |
| ---- | ------------------- | ------------------------ | --------------------- |
| 2021 | 93e                 | opgave                   |                       |
| 2022 |                     |                          |                       |
| 2023 | 95e                 | opgave (1)               |                       |
| 2024 | opgave              | opgave                   | opgave                |
| 2025 | opgave              | opgave                   |                       |

## Ploegen
- 2017 –  SEG Racing Academy
- 2018 –  SEG Racing Academy
- 2019 –  SEG Racing Academy
- 2020 –  BORA-hansgrohe
- 2021 –  BORA-hansgrohe
- 2022 –  BORA-hansgrohe
- 2023 –  BORA-hansgrohe
- 2024 –  Astana Qazaqstan
- 2025 –  XDS Astana Team

Affini · van den Berg · Bol · Cullaigh · Eriksson · Evensen · Jakobsen · Janssen · de Jong · Kooistra · Lenderink · Maas · Peters · Schelling · de Vries · Williams · Meeus (stagiair)
Affini · Arensman · van den Berg · Bol · Hoole · Kooistra · Lenderink · Maas · Meeus · Schelling · Stavrakakis · Verboom · Williams
Ackermann · Baška · Benedetti · Bodnar · Buchmann · Burghardt · Drucker · Fabbro · Gamper · Gatto · Großschartner · Kämna · Konrad · Laas · Majka · McCarthy · Mühlberger · Oss · Poljański · Pöstlberger · J. Sagan · P. Sagan · Schachmann · Schelling · Schillinger · Schwarzmann · Selig
Ackermann · Aleotti · Baška · Benedetti · Bodnar · Buchmann · Burghardt · Fabbro · Gamper · Großschartner · Kämna · Kelderman · Konrad · Laas · Meeus · Oss · Palzer (vanaf 1 april) · Politt · Pöstlberger · J. Sagan · P. Sagan · Schachmann · Schelling · Schillinger · Schwarzmann · Selig · Walls · Wandahl · Zwiehoff
Aleotti · Archbold · Benedetti · Bennett · Buchmann · Fabbro · Gamper · Großschartner · Haller · Higuita · Hindley · Kämna · Kelderman · Koch · Konrad · Laas · Lührs · Meeus · Mullen · Palzer · Politt · Pöstlberger · Schachmann · Schelling · Uijtdebroeks · van Poppel · Vlasov · Walls · Wandahl · Zwiehoff · Lipowitz (stagiair)
Aleotti · Archbold · Benedetti · Bennett · Buchmann · Denz · Fabbro · Gamper · Haller · Higuita · Hindley · Jungels · Kämna · Koch · Konrad · Koretzky · Lipowitz · Lührs · Meeus · Mullen · Palzer · Politt · Schachmann · Schelling · Uijtdebroeks · van Poppel · Vlasov · Walls · Wandahl · Zwiehoff
Ballerini · Battistella · Bettiol (vanf 15/8) · Bol · Brusenskii · Cavendish · Charmig · Fjodorov · Fortunato · Garofoli · Gazzoli · Giditş · Groezdev · Kanter · Koezmin · López · Loetsenko · Maroechin · Mulubrhan · Mørkøv · Pronskii · Scaroni · Schelling · Selig · Syritsa · Tejada · Tsjzjan · Umba · Velasco · Vinokoerov · Goyo (stagiair) · Smirnov (stagiair) · Trezise (stagiair)